# Saint-Jean-de-Buèges
Saint-Jean-de-Buèges is een gemeente in het Franse departement Hérault (regio Occitanie) en telt 176 inwoners (2004). De plaats maakt deel uit van het arrondissement Lodève.

## Geografie
De oppervlakte van Saint-Jean-de-Buèges bedraagt 17,7 km², de bevolkingsdichtheid is 9,9 inwoners per km².
De onderstaande kaart toont de ligging van Saint-Jean-de-Buèges met de belangrijkste infrastructuur en aangrenzende gemeenten.

## Demografie
Onderstaande figuur toont het verloop van het inwonertal (bron: INSEE-tellingen).